# Мофтін
Мофтін (рум. Moftin) — комуна у повіті Сату-Маре в Румунії. До складу комуни входять такі села (дані про населення за 2002 рік):
- Істреу (74 особи)
- Гілвач (436 осіб)
- Гіролт (181 особа)
- Доменешть (1093 особи)
- Мофтіну-Маре (960 осіб)
- Мофтіну-Мік (1219 осіб) — адміністративний центр комуни
- Синміклеуш (365 осіб)

Комуна розташована на відстані 450 км на північний захід від Бухареста, 24 км на південний захід від Сату-Маре, 126 км на північний захід від Клуж-Напоки.

## Населення
За даними перепису населення 2002 року у комуні проживали 4328 осіб.
Національний склад населення комуни:
| Національність | Кількість осіб | Відсоток |
| -------------- | -------------- | -------- |
| румуни         | 2484           | 57,4%    |
| угорці         | 1377           | 31,8%    |
| цигани         | 207            | 4,8%     |
| німці          | 176            | 4,1%     |
| українці       | 80             | 1,8%     |
| чанго          | 2              | < 0,1%   |
| словаки        | 1              | < 0,1%   |

Рідною мовою назвали:
| Мова       | Кількість осіб | Відсоток |
| ---------- | -------------- | -------- |
| румунська  | 2322           | 53,7%    |
| угорська   | 1930           | 44,6%    |
| українська | 56             | 1,3%     |
| німецька   | 19             | 0,4%     |
| циганська  | 1              | < 0,1%   |

Склад населення комуни за віросповіданням:
| Релігія            | Кількість осіб | Відсоток |
| ------------------ | -------------- | -------- |
| православні        | 1855           | 42,9%    |
| римо-католики      | 897            | 20,7%    |
| реформати          | 814            | 18,8%    |
| греко-католики     | 694            | 16,0%    |
| п'ятдесятники      | 31             | 0,7%     |
| баптисти           | 14             | 0,3%     |
| адвентисти         | 5              | 0,1%     |
| не релігійні       | 2              | < 0,1%   |
| не вказали релігію | 1              | < 0,1%   |

## Зовнішні посилання
- Дані про комуну Мофтін на сайті Ghidul Primăriilor